# Albert Nobbs
Albert Nobbs es una película dramática británica-irlandesa de 2011 dirigida por Rodrigo García y protagonizada por Glenn Close. El guion, de Close, John Banville y Gabriella Prekop, está basado en la novela de 1927 The Singular Life of Albert Nobbs de George Moore.

## Trama
En el siglo XIX, en un lujoso hotel de Dublín, una mujer (Glenn Close) se ve obligada a hacerse pasar por un hombre para poder sobrevivir.

## Producción
Close interpretó por primera vez al personaje de Albert Nobbs en 1982 en una producción teatral, por la que ganó un Premio Obie, y durante quince años trató de adaptar la historia para el cine. La película casi entró en producción en el año 2000 con el director Istvan Szabo, pero falló la financiación Además de su papel protagonista, Close es productora y coguionista con John Banville.
La producción fue programada para julio de 2010 pero fue retrasada hasta diciembre, cuando Mia Wasikowska y Aaron Taylor-Johnson reemplazaron a Amanda Seyfried y Orlando Bloom. La filmación comenzó el 13 de diciembre en Dublín y Wicklow.
La película fue presentada por primera vez en el Festival Internacional de Cine de Toronto de 2011, donde entró a formar parte en la Sección oficial a concurso. También fue presentada, fuera de concurso, en el Festival Internacional de Cine de San Sebastián de 2011, coincidiendo con la entrega del Premio Donostia a Glenn Close.

## Elenco
- Glenn Close como Albert Nobbs.
- Mia Wasikowska como Helen Dawes.
- Aaron Taylor-Johnson como Joe.
- Janet McTeer como Hubert Page.
- Pauline Collins como Mrs. Baker.
- Brenda Fricker como Polly.
- Jonathan Rhys Meyers como Vizconde Yarrell.
- Brendan Gleeson como Dr. Holloran.
- Maria Doyle Kennedy como Mary.
- Mark Williams como Sean.
- Serena Brabazon como Mrs. Moore.
- Michael McElhatton como Mr. Moore.
- Kenneth Collard como M. Pigot.

## Recepción
La película tuvo críticas mixtas por parte de los críticos. Tiene una calificación del 53%% en Rotten Tomatoes basado en 117 opiniones.

## Premios
Premios Óscar 2012
| Año  | Categoría               | Persona                                           | Resultado |
| ---- | ----------------------- | ------------------------------------------------- | --------- |
| 2012 | Mejor actriz            | Glenn Close                                       | Nominada  |
| 2012 | Mejor actriz de reparto | Janet McTeer                                      | Nominada  |
| 2012 | Mejor maquillaje        | Martial Corneville Lynn Johnson Matthew W. Mungle | Nominada  |

Premios Globo de Oro 2012
| Año  | Categoría               | Persona              | Resultado |
| ---- | ----------------------- | -------------------- | --------- |
| 2012 | Mejor actriz - Drama    | Glenn Close          | Nominada  |
| 2012 | Mejor actriz de reparto | Janet McTeer         | Nominada  |
| 2012 | Mejor canción original  | «Lay Your Head Down» | Nominada  |

Premios del Sindicato de Actores 2011
| Año  | Categoría                 | Persona      | Resultado |
| ---- | ------------------------- | ------------ | --------- |
| 2011 | Mejor actriz protagonista | Glenn Close  | Nominada  |
| 2011 | Mejor actriz de reparto   | Janet McTeer | Nominada  |

Festival de Tokio
| Año  | Categoría    | Persona     | Resultado |
| ---- | ------------ | ----------- | --------- |
| 2011 | Mejor actriz | Glenn Close | Ganadora  |